# Polietilentereftalat
Polietilentereftalat ili Dacron (koje je zaštićeno ime umjetnog poliesterskoga vlakna) koji je početkom 50. godina 20. stoljeća počela proizvoditi američka tvrtka Du Pont. Nastaje polikondenzacijom etilenglikola i tereftalatne kiseline. PET je homopolimer kojeg svrstavamo u grupu plastomera jer mu se staklište nalazi iznad sobne temperature. Posjeduje kristalastu nadmolekulnu strukturu.